# Parapyrrhicia
Parapyrrhicia is een geslacht van rechtvleugeligen uit de familie sabelsprinkhanen (Tettigoniidae). De wetenschappelijke naam van dit geslacht is voor het eerst geldig gepubliceerd in 1891 door Brunner von Wattenwyl.

## Soorten
Het geslacht Parapyrrhicia omvat de volgende soorten:
- Parapyrrhicia acutilobata Ragge, 1980
- Parapyrrhicia dentipes Saussure, 1899
- Parapyrrhicia insularis Chopard, 1958
- Parapyrrhicia virilis Carl, 1914
- Parapyrrhicia zanzibarica Brunner von Wattenwyl, 1891